# Андреа Хенкел
Андреа Хенкел (Илменау, 10. децембар 1977) је немачка биатлонка и млађа сестра Мануеле Хенкел, успешне нордијске скијашице. Андреа Хенкел је почела као нордијска скијашица, али се касније специјализовала за биатлон када је женски биатлон постао олимпијски спорт.
Од сезоне 1998/99. она је редовни члан немачког тима за Светски куп у биатлону. Након неколико резултата у првих десет, своју прву победу стварила је 1999. у својој друго сезони. Најуспешнија је била у сезони 2006/07. када је завршила прва у укупном пласману.
Хенкелова је освојила четири олимписке медаље: златну медаљу на Зимским олимпијским играма 2002. на 15 km појединачно и златну (2002), сребрну (2006) и бронзану (2010) медаљу у штафети. Такође је први биатлонац који је постао светски шампион у свакој појединачној дисциплини: 2005. на 15 km појединачно. 2007. у 12,5 km масовни старт, и 2008. у 7,5 km спринта и 10 km потере.